# Лушанський Великий Будда

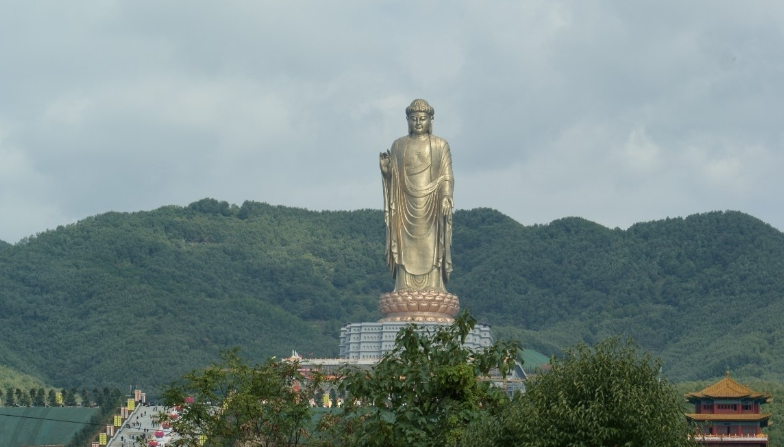

Лушанський Великий Будда (кит.: 鲁山大佛, піньїнь: Lǔshān Dàfó) —в минулому найбільша статуя у світі, зображує будду Вайрочану. Знаходиться в селищі Чжаоцунь в провінції Хенань, недалеко від національного шосе № 311. Статуя була завершена в 2002 році.
Висота статуї 128 метрів, які включає в себе 20 метрів п'єдесталу у вигляді лотоса. П'єдестал хочуть збільшити на 25 метрів, таким чином загальна висота пам'ятника буде 153 метри. Станом на жовтень 2008 року, пагорб, на якому стоїть пам'ятник переформують в ще два п'єдестали, верхній з яких — 15 метрів, збільшивши висоту пам'ятника до 208 метрів.
Плани на будівництво були оголошені незабаром після початку спільного індійського і британського будівництва проекту Майтрея в Біхарі, що повинно було стати найбільшою статуєю світу.
Проект в цілому коштує близько 55 мільйонів доларів США, з яких 18 млн витрачаються на статую. Спочатку передбачалося, що статую зроблять з 1100 частин литої міді, з загальною вагою 1000 тонн. Плани будівництва Будди Весняного Храму були оголошені незабаром після підриву талібами Баміанських статуй Будди в Афганістані. Китай засудив систематичне руйнування буддійської спадщини Афганістану.
Статую також називають як "Будда Джерельного Храму", ця назва походить від довколишнього гарячого джерела Тяньжуй, вода в якому вивергається при температурі 60 °С, і відомого в області своїми цілющими властивостями. Храм Фошань, побудований під час династії Тан, розташований на верхній частині піку Голови Дракона. Його бронзовий дзвін важить 116 тонн.

## Галерея
|                       |
| Статуя у повний зріст |

|           |
| Ліва рука |

|             |
| Права стопа |

|              |
| У порівнянні |